# Diptilon telamonophorum
Diptilon telamonophorum är en fjärilsart som beskrevs av Prittwitz 1870. Diptilon telamonophorum ingår i släktet Diptilon och familjen björnspinnare. Inga underarter finns listade i Catalogue of Life.